# Charaxes nothodes
Charaxes nothodes är en fjärilsart som beskrevs av Jordan 1911. Charaxes nothodes ingår i släktet Charaxes och familjen praktfjärilar. Inga underarter finns listade i Catalogue of Life.